# Covão da Mula
O Covão da Mula localiza-se na freguesia de Santa Bárbara, concelho da Vila do Porto, na ilha de Santa Maria, nos Açores.
Este acidente geológico tem o seu ponto mais elevado a 474 metros de altitude acima do nível do mar.